# Херд (округ)
Херд (англ. Heard County) — округ штата Джорджия, США. Население округа на 2000 год составляло 11 012 человек. Административный центр округа — город Франклин.

## История
Округ Херд основан в 1830 году.

## География
Округ занимает площадь 766.6 км2.

## Демография
Согласно Бюро переписи населения США, в округе Херд в 2000 году проживало 11 012 человек. Плотность населения составляла 14.4 человек на квадратный километр.